# Paula Markovitch
Pour les articles homonymes, voir Markovitch.
Paula Markovitch est une scénariste et réalisatrice mexicaine d'origine argentine, née le 28 mai 1968 à Buenos Aires.

## Biographie
Paula Markovitch est la fille de militants politiques engagés contre la dictature militaire du général Jorge Rafael Videla, au pouvoir en Argentine à partir de 1976. Elle est contrainte de se réfugier avec sa mère, non loin de San Clemente del Tuyú, sur le littoral de l'océan Atlantique. 
Son premier long métrage, El premio (2011), récompensé au Festival de Berlin, évoque ses années d'enfance. Installée au Mexique à l'âge de 22 ans, Paula Markovitch a étudié puis travaillé comme scénariste dans ce pays, notamment pour les films de Fernando Eimbcke.

## Filmographie
- 1999 : Perriférico (court métrage)
- 2004 : Temporada de Patos de Fernando Eimbcke (scénario)
- 2007 : Dos Abrazos de Enrique Begne (scénario)
- 2008 : Lake Tahoe de F. Eimbcke (scénario)
- 2009 : Música de ambulancia (court métrage)
- 2011 : El premio (réalisation et scénario)